# Евстати Винаров
Евстати Винаров е български флотски офицер и конструктор.

## Дейност
В 1905 г. той конструира първата българска морска мина.  До началото на Балканската война е командир на миноносец
От 1912 г. е първият началник на Българските морски служби в Бяло море и в Мраморно море. Структурира новосъздадените морски разчети и брегови погранични служби. Организира снабдяването на крайбрежните поделения на действащата армия с муниции и продоволствие чрез моторници и ветроходи. Пoема инициативата да неутрализира турският броненосец „Тургут-рейс“ обстрелващ с оръдията си нашите позиции при Чаталджа и на 9 март 1913 г. в Шаркьой с доставените две 380-милиметрови торпеда започва оборудването на импровизирания торпедоносец „Марица“, приспособен от моторница, транспортирана от моряците с волски коли от беломорското пристанище Карачели, в обход на укрепилите се на Дарданелите турски войски.
Първият български боен военноморски съд в Мраморно море на 13 март 1913 г. е в българския военен пристан в Шаркьой и командван от капитан Борис Стателов е готов да порази и елиминира противника, но продължителна морска буря забавя атаката. Единствено подписаното на 1 април 1913 г. примирие спасява турският броненосец от торпилиране и съдбата, постигнала крайцера „Хамидие“ край Варна.
На 13 юни 1913 г.  под командването на капитан-лейтенант Евстати Винаров отряд български военни моряци поставят първите минни заграждения пред беломорските ни пристанища Кавала и Порто Лагос. Те възпрепятстват гръцкия флот в Междусъюзническата война да води наблюдение и да обстрелва крайбрежието. Минните заграждения намаляват значително и опасността от стоварване на противников десант в тила на българската армия, действаща в Тракия.
В израз на признателност на името на капитана е наречена улица „Капитан-лейтенант Евстати Винаров“ в Русе.

## Семейство
Евстати Винаров е син на Мария Винарова, произхождаща от известен български род и родена в гр. Тулча, и на Георги Данев, роден в Русе. Семейството им има 6 деца. Племенник на Евстати Винаров е адмирал Асен Тошев. Братя на Мария Винарова и чичовци на Евстати Винаров са генерал Върбан Винаров и кмета на Русе Петър Винаров.